# Jan Tyszkiewicz (kompozytor)
Jan Jerzy Hubert Tyszkiewicz (ur. 19 kwietnia 1927 w Tarnawatce, zm. 7 listopada 2009 w Kitzbühel w Austrii) – polski hrabia, kompozytor i dziennikarz radiowy, współpracownik Rozgłośni Polskiej Radia Wolna Europa.

## Życiorys
Był trzecim spośród pięciorga dzieci Władysława hr. Tyszkiewicza Łohojskiego z Waki h. Leliwa (1898–1940) i Róży hr. Tarnowskiej z Tarnowa h. Leliwa (1898–1961).
Dzieciństwo spędził w rodzinnym majątku w Tarnawatce k. Tomaszowa Lubelskiego. Po stracie ojca (zginął w więzieniu KGB w Kijowie), opiekował się nim stryj, Michał Tyszkiewicz, mąż Hanki Ordonówny. W latach 1944–1945 był więźniem obozu koncentracyjnego w Dachau. Maturę zdał w gimnazjum wojskowym w Szkocji. W latach 1950–1955 odbył studia w Royal College of Music. Po studiach rozpoczął pracę spikera w oddziale RWE w Lizbonie. W 1961 zaczął kierować działem muzyczno-rozrywkowym Rozgłośni Polskiej Radia Wolna Europa w Monachium. Wśród prowadzonych przez niego audycji były: „Godzina bez kwadransa”, „Klub przebojów”, „Randez-vous o 6-tej 10” i „Świat muzyki, filmu i teatru”.
Przeprowadzał wywiady z wybitnymi muzykami jazzowymi: (Ellą Fitzgerald, Louisem Armstrongiem, Countem Basie i Dukiem Ellingtonem). Był także kompozytorem i autorem tekstów piosenek. Sławę zyskał utwór Song for a Better Tomorrow („Modlitwa dziecka o lepsze jutro”). Po wielu latach bycia bezpaństwowcem, w 1975 otrzymał obywatelstwo amerykańskie.
W 1989 po raz pierwszy od czasu II wojny światowej przyjechał do Polski. W 1992 przeszedł na emeryturę. W maju 2000 krakowski Teatr STU zorganizował benefis Tyszkiewicza, emitowany przez program II TVP, z udziałem m.in. Jana Nowaka-Jeziorańskiego.
Był żonaty (Maja z d. von Buxhoevden), ojciec córki i trzech synów (Maria, Michał, Jerzy, Władysław). Przez ostatnie lata życia mieszkał w Oberndorfie, w Tyrolu (Austria). Był członkiem Stowarzyszenia Pracowników, Współpracowników i Przyjaciół Rozgłośni Polskiej Radia Wolna Europa Imienia Jana Nowaka-Jeziorańskiego w Warszawie.
Uroczystości pogrzebowe odbyły się 27 listopada 2009 w Londynie. 

## Odznaczenia
W 2010 został pośmiertnie odznaczony Krzyżem Komandorskim Orderu Odrodzenia Polski.

## Książki
- Arystokrata bez krawata (wspomnienia; tekst wspomnień oprac. Joanna Głażewska-Szyszko; Świat Książki 2000, ISBN 83-72-2748-0-0)
- Kareta asów (powieść; Libros 2001, ISBN 83-73-1100-6-2)
- Artystokrata bez krawata. Gwiazdy i melodie (Wydawnictwo Kopia 2004, ISBN 83-86290-50-1; Wydawnictwo Nowy Świat 2006, ISBN 83-7386-168-8)

## Upamiętnienie
W maju 2020 ukazała się w języku angielskim książka syna, Michaela Tyszkiewicza pt. University of Life. The Story of Jan Tyszkiewicz (ISBN 979-86-406-6351-8).